# Montréal (Gers)

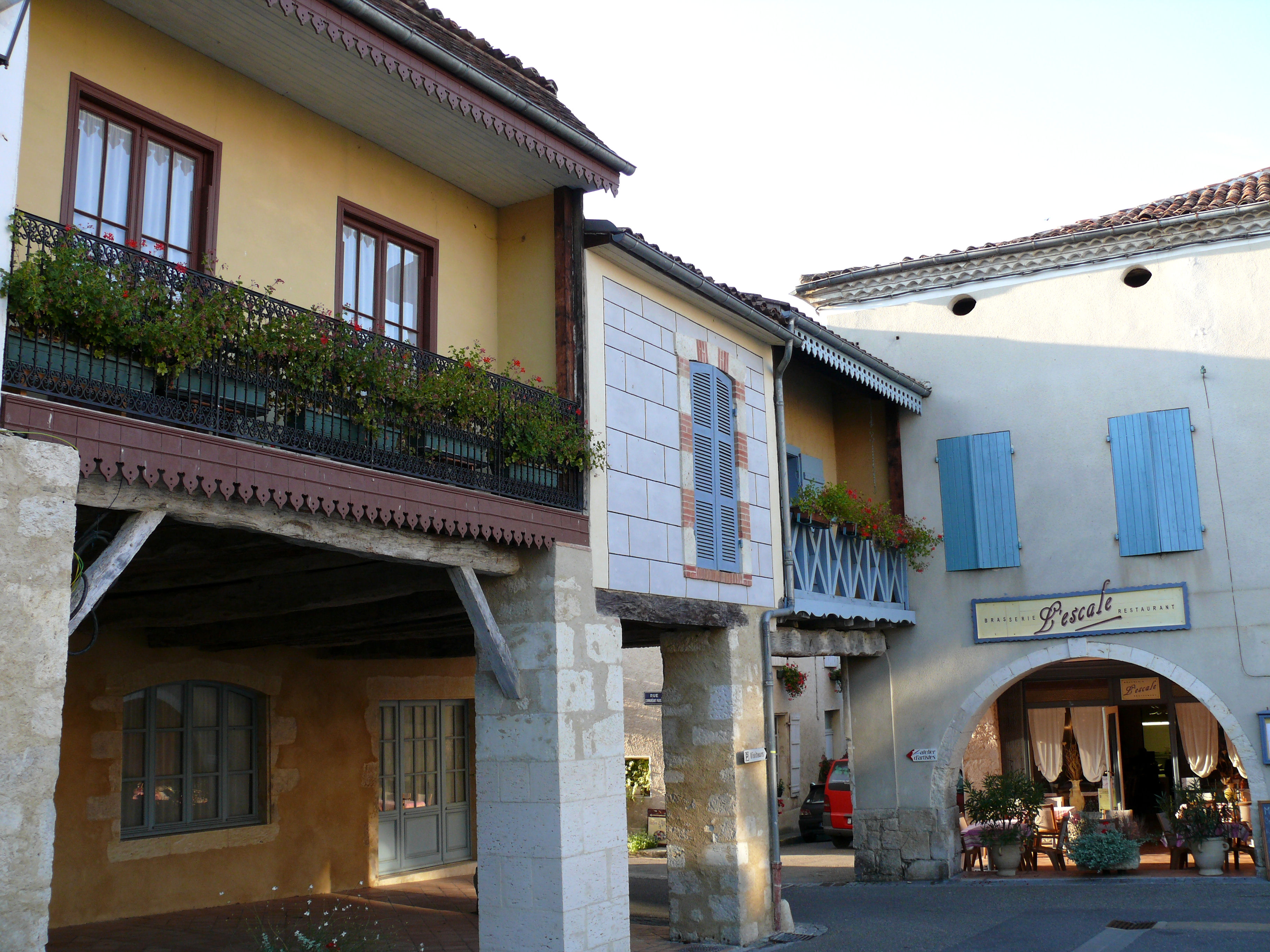
Montréal (Gers) - Place de l'hôtel de ville

Montréal es una comuna francesa situada en el departamento del Gers, en la región de Occitania. 
Se encuentra en un enclave privilegiado, limitando con los departamentos de Lot y Garona y las Landas y dominando el valle de Auzoue desde una posición escarpada en una de sus orillas.
Por sus abundantes monumentos medievales ha sido certificada entre Les plus beaux villages de France.
Es parte de una de las rutas del Camino de Santiago.

## Demografía
| 3 407 | 2 670 | 2 776 | 2 840 | 2 727 | lac. | 2 718 | 2 731 | 2 733 | 2 790 | 2 733 | 2 553 | 2 541 | 2 687 | 2 604 | 2 539 | 2 223 | 2 073 | 2 007 | 1 955 | 1 812 | 1 882 | 1 954 | 2 002 | 2 067 | 2 030 | 1 893 | 1 714 | 1 493 | 1 326 | 1 221 | 1 238 | 1 269 | 1 166 |
| Para los censos de 1962 a 1999 la población legal corresponde a la población sin duplicidades (Fuente: INSEE [Consultar]) |       |       |       |       |      |       |       |       |       |       |       |       |       |       |       |       |       |       |       |       |       |       |       |       |       |       |       |       |       |       |       |       |       |

## Hermanamientos
- Wittisheim, Alto Rin